# بزوار

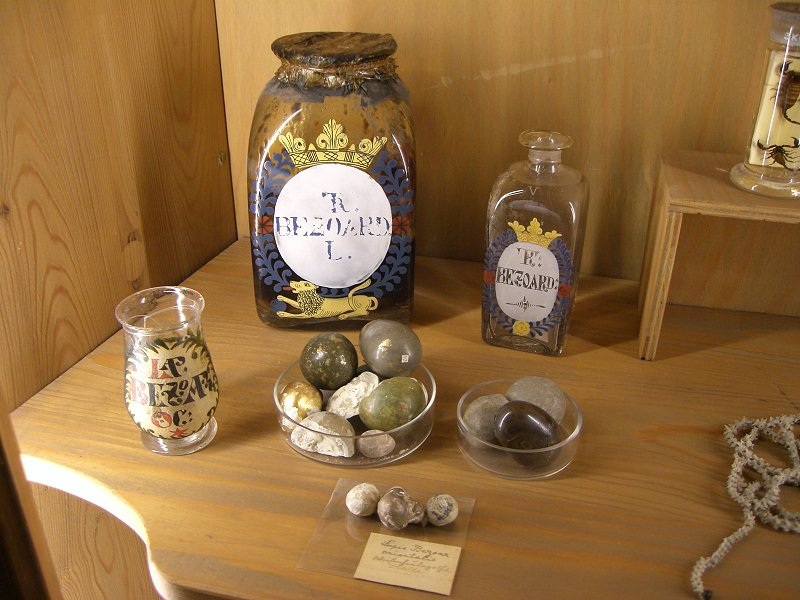
سنگ‌های پادزهر در موزه داروسازی آلمان

بزوار یا پادزهر توده‌ای سنگ مانند است که درون دستگاه گوارش (معمولاً معده) جانوران یافت می‌شود. در واقع سبب تشکیل آن به عمد و توسط انسان می‌باشد.
در طب سنتی خواص درمانی و جادویی برای این سنگ‌ها قائل بودند که مشهورترین آنها می‌توان به اعتقاد به خاصیت پادزهر بودن این ماده است به گونه‌ای که نام لاتین آن (به انگلیسی: Bezoar) از کلمه فارسی پادزهر مشتق شده است.